# Syneches moraballi
Syneches moraballi är en tvåvingeart som beskrevs av Smith 1963. Syneches moraballi ingår i släktet Syneches och familjen puckeldansflugor. Inga underarter finns listade i Catalogue of Life.